# Blooming Prairie
Blooming Prairie è una città degli Stati Uniti d'America, situata in Minnesota, nella contea di Steele e in parte nella contea di Dodge.